# 紅腹蠑螈
紅腹蠑螈（学名：Cynops pyrrhogaster）生長在日本本州、四國和九州的稻田、池塘和河川地區。身體具有再生能力。體長平均在9—14（3.5—5.5英寸），其身體上半部分呈黑色，有紅色斑點，下半部分呈紅色到橘色不等，有深色標記，皮下具毒腺會產生高濃度的毒素，名为河豚毒素的一種神經毒素，蠑螈屬下的蠑螈如果攝取到足夠的毒素將會導致醫學上的重大威脅。